# Сенио
Се́нио (итал. Senio; лат. Sinnius) — река на севере Италии. Правый приток реки Рено. Длина — 92 км, площадь водосборного бассейна — 273 км². Средний расход воды в устье с 1991 по 2011 года — 3,75 м³/с.
Течёт по территории Флоренции в Тоскане и Равенны в Эмилии-Романьи.
Исток в Тоскано-Эмилианских Апеннинах, впадает в реку Рено между Мадонна-дель-Боско и Сан-Альберто.
Во время Второй мировой войны в районе реки происходили сражения между союзными войсками и войсками вермахта. Форсирование реки было важно для захвата союзниками всей территории Италии.